# Jan Werle
Jan Werle (* 15. Januar 1984 in Warnsveld) ist ein niederländischer Schach-Großmeister.

## Leben
Werle siegte oder belegte vordere Plätze in mehreren Turnieren: 2.–6. Platz beim Open in Dieren (2001),  2.–4. Platz beim Harmonie-Turnier in Groningen (2002), 2.–3. Platz beim Corus-C-Turnier in Wijk aan Zee (2006) und 1.–2. Platz beim Essent Open in Hoogeveen (2006). 
Seit 2006 trägt er den Großmeister-Titel. Die erforderlichen Normen erfüllte er in der Bundesliga 2002/03, der Meesterklasse 2004/05 und im Januar 2006 in der C-Gruppe des Corus-Turniers in Wijk aan Zee.
Werle ist seit 2019 mit der WGM Iozefina Paulet verheiratet.

## Nationalmannschaft
Für die niederländische Nationalmannschaft spielte er bei der Schacholympiade 2008 und der Mannschaftseuropameisterschaft 2009.

## Vereine
In der niederländischen Meesterklasse spielte Werle zum ersten Mal in der Saison 1999/2000 mit dem Schaakclub Groningen. Auch in der Saison 2001/02 spielte er mit Groningen in der Meesterklasse, danach wechselte er zu ZZICT/De Variant Breda, mit denen er 2003, 2004 und 2005 niederländischer Mannschaftsmeister wurde. Seit 2005 spielt er wieder für den Schaakclub Groningen, mit dem er 2007 die niederländische Mannschaftsmeisterschaft gewann.
In der deutschen 1. Bundesliga spielte er von 2002 bis 2011 für die Schachgesellschaft Solingen, seit der Saison 2015/16 spielt er für den SV Werder Bremen. In der britischen Four Nations Chess League spielte er in den Saisons 2004/05 und 2006/07 für Bristol, in der belgischen Interclubs in der Saison 2018/19 für den Koninklijke Brugse Schaakkring.